# Stanisław Butowtowicz
Stanisław Butowtowicz herbu Godziemba (ur. w XIV w., zm. 20 lutego 1428) – bojar litewski, adoptowany podczas unii horodelskiej (1413).
Jego nazwisko Butowtowicz jest nazwiskiem patronimicznym.

## Życiorys
W 1413 roku podczas unii horodelskiej doszło do przyjęcia przez polskie rodziny szlacheckie, bojarów litewskich wyznania katolickiego (tzw. adopcja herbowa). Jednym z ważniejszych dowodów tamtego wydarzenia jest istniejący do dziś dokument, do którego przyczepione są pieczęcie z wizerunkami herbów szlacheckich.

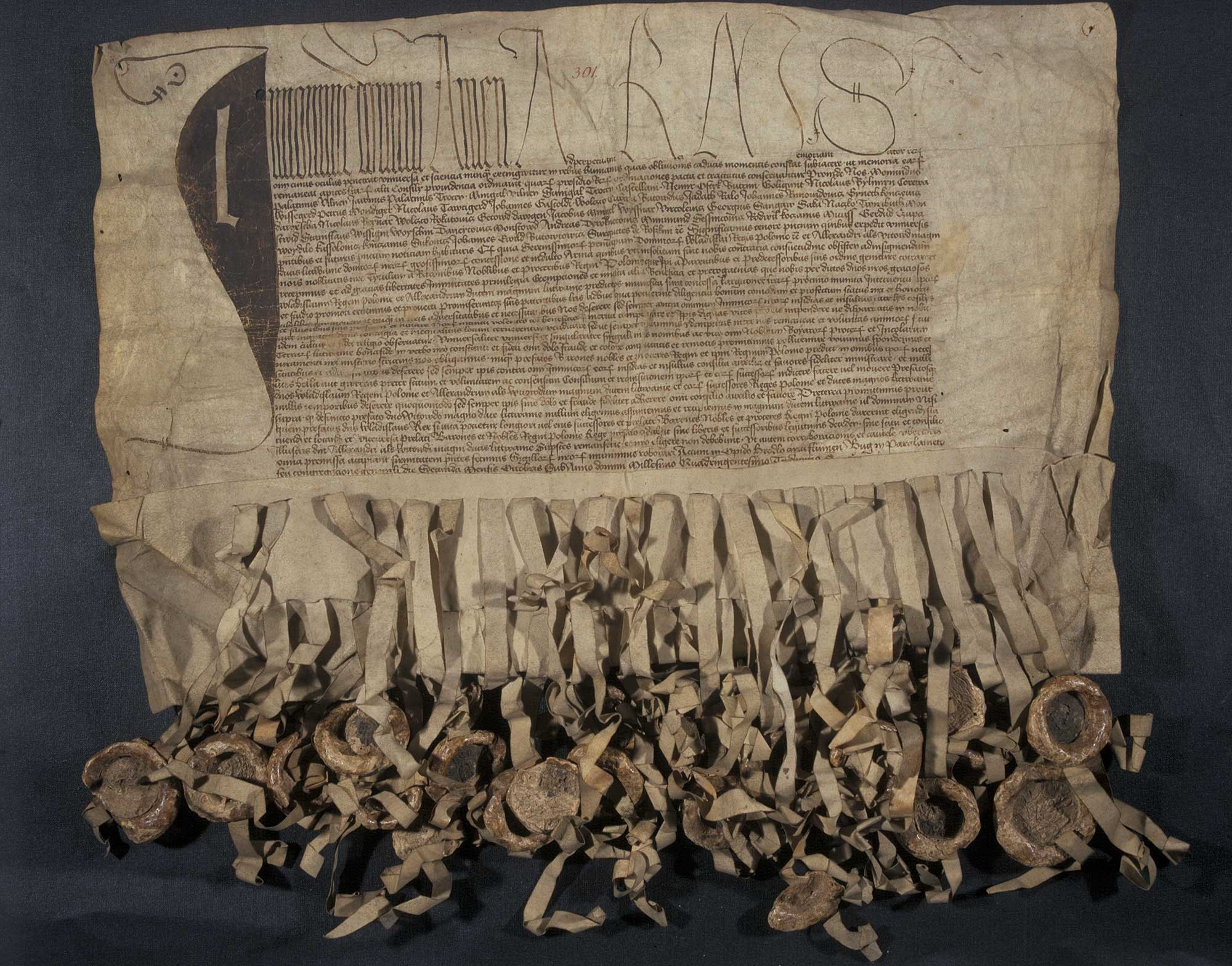
Dokument unii horodelskiej z 1413 roku z przyczepionymi pieczęciami

Z dokumentu dowiadujemy się o istnieniu Stanisława Butowtowicza, który został adoptowany przez przedstawicieli Godziembów. Jednakże poza tą informacją wiadomo nam o nim niewiele.
Dzięki jego nazwisku patronimicznemu możemy się domyślać, że jego ojcem była osoba o imieniu Butowt. Jednakże, było to imię występujące dość często na Litwie, nie daje więc ono żadnych podstaw w odniesieniu do litewskich Godziembów. Inny bojar o tym imieniu został adoptowany do Gryfitów (zobacz: Butowt).
Wiemy natomiast, że do rodu Godziembów zaliczano również Litwinów, Mintowtów-Czyżów, którzy może mają coś wspólnego ze Stanisławem Butwotowiczem. 
Owych Mintowtów nie znamy z wieków średnich, ale odnajdujemy kilka informacji o Czyżach. Osoba o imieniu Czyż zjawia się jako świadek traktatu Świdrygiełły, zawartego w Kirstymoniu z zakonem krzyżackim w 1432 roku. W następnym zaś z bratem swym Niemirem świadczy na akcie unii trockiej Zygmunta Kiejstutowicza, niestety pieczęć jego, która by pozwoliła stwierdzić niewątpliwie ich przynależność rodową, nie dochowała się przy tym akcie. Jako brat Niemira wspomniany jest również w nadaniu, jakie otrzymuje od w. księcia lit. w okolicy Wornian w połowie XV wieku.
Nekrolog franciszkanów wileńskich pod dniem 12 lutego podaje następujący zapis kommemoracyjny: Sub anno domini 1439 obiit dominus M (lub N?)... Czizonis. Oretis Dominum pro eo. Miejsce, gdzie podano imię zmarłego i jego stosunek do Czyża jest niestety zatarte i dziś nieczytelne. Jeśli to litera N., to można by czytać Niemir frater (Czizonis) i odnieść zapiskę do wspomnianego wyżej brata Czyża, Niemira, którego zresztą w źródłach trudno odróżnić od Niemira, bojara przyjętego do Jastrzębców.
Potomstwo Czyża występuje w drugiej poł. XV wieku, niejaki Sienko Czyżowicz, który sprzedał Janowi Gasztołdowi poddanego w Zahorzu. Odnajdujemy Iwaszka Czyżowicza, świadczącego na akcie Andrzeja Dowgirdowicza z r. 1461 i procesującego się w r. 1467 o Sukniewicze.
Występujący w XX wieku w ziemi chełmskiej ród Czyżów, prawdopodobnie nie ma nic wspólnego z litewskimi Czyżami.